# Glockengießerei Delapaix
Die Glockengießerei Delapaix (21 verschiedene Schreibweisen des Namens sind in Urkunden oder auf Glocken belegt) wurde im 17. Jahrhundert in Arnsberg gegründet.

## Geschichte

### Johann Delapaix

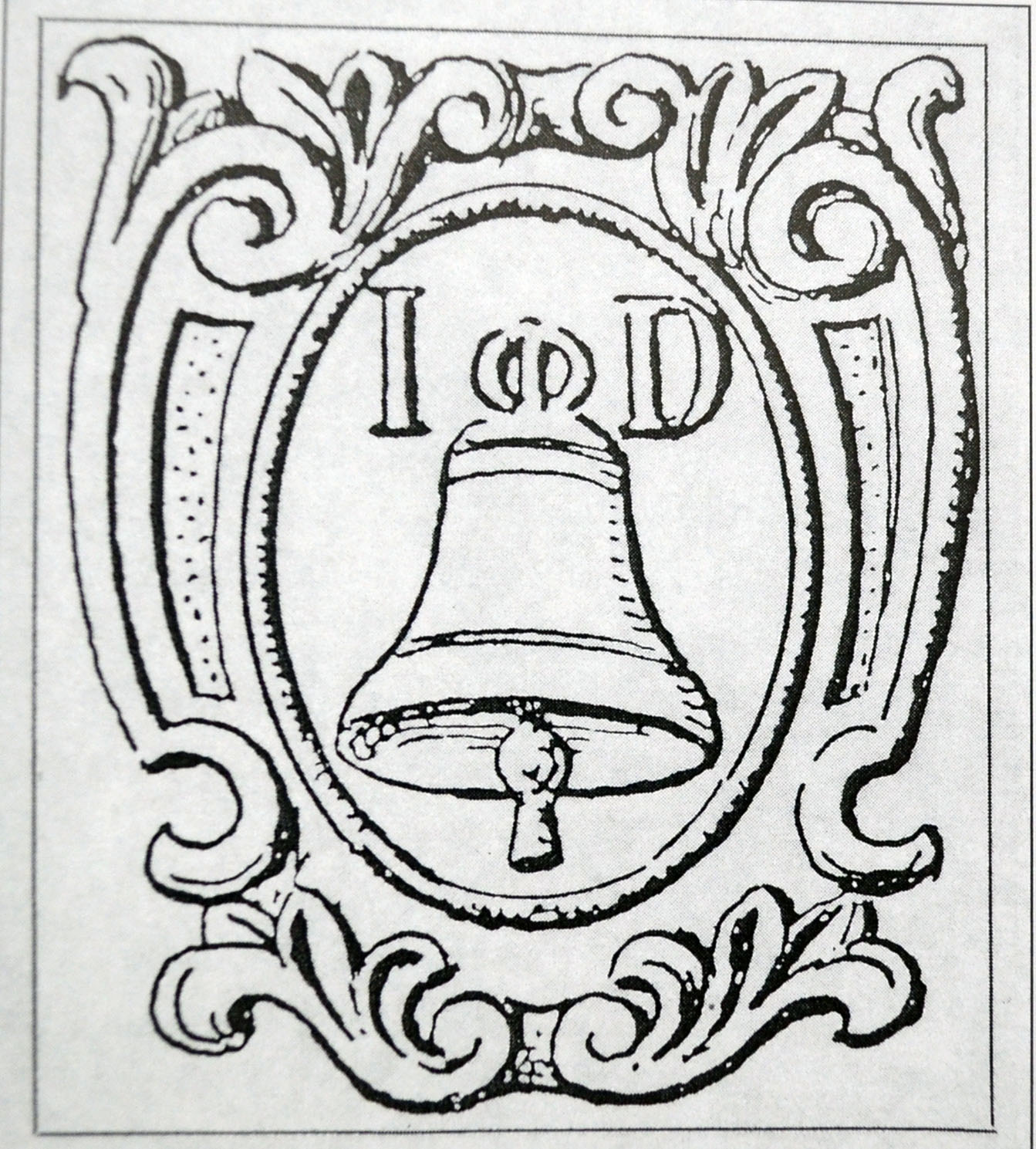
Gussmarke des Johann Delapaix mit den Buchstaben I und D

Der Gründer der Glockengießerei, Johann Delapaix, war aus Lothringen eingewandert, wo die Familie mehrere Glockengießer hervorgebracht hat. Seine Lehre hatte er bei Petit & Gebr. Edelbrock absolviert. 1639 goss er seine erste im Sauerland nachweisbare Glocke für die Pfarrkirche St. Laurentius in Arnsberg. Mitarbeiter bei diesem Guss waren Claudi Lamiralle und die Bürger Antonius und Johannes Paris aus Lothringen. Somit ist anzunehmen, dass sie sich kurz vorher gemeinsam niedergelassen hatten. Delapaix heiratete 1653 Anna Margaretha Morck, eine Tochter des kurfürstlich kölnischen Rates Dr. Georg Morck. Aus dieser Ehe gingen sieben Kinder hervor, die beiden Söhne wurden Glockengießer. 
Johann Delapaix fertigte Glocken für z. B.: 
- 1655 für Erwitte und Schönholthausen
- 1639 und 1665 für Arnsberg
- 1665 für Brilon
- 1666 für Hoinkhausen, Anröchte und Kirchhundem
- 1671 für Westönnen, Bremen und Büderich
- 1674 für Geseke
- 1676 für Bestwig
- 1680 für Assinghausen und Rüthen
- 1692 für Borghorst
- weiterhin schuf er auch Glocken für den Dom zu Fulda und für verschiedene weitere Orte in Süddeutschland, Thüringen und im Münsterland.

### Gottfried Delapaix
Gottfried Delapaix nannte sich von Arnsberg. Er gründete in Erwitte eine Glockengießerei. Vermutlich war er ein später zugezogener Cousin von Johannes. Hauptsächlich arbeitete er im Münsterland.

### Georg Delapaix
Georg Delapais, der älteste Sohn von Johannes wurde am 21. Dezember 1653 in Arnsberg getauft. Er gründete 1681 eine Gießerei in Eslohe. Dort heiratete er Eva Bergeske. Sie starben beide 1721 innerhalb von drei Tagen. Sie hinterließen zehn Kinder. Etliche seiner Glocken sind mit folgender Inschrift versehen: Johann Georg de la Paix ex Eslo me fecit.

### Johann Gottfried Delapaix
Johann Gottfried Delapaix wurde 1684 geboren. Er heiratete 1713 Dorothea Schulte und hatte acht Kinder. Keiner der Nachkommen erlernte das Glockengießerhandwerk. Johann Gottfried signierte seine Glocken bis 1728 mit Joh. Godefridus Lappey von Eslohe, danach tauchte der Name nicht mehr auf. Nachfolger war wohl ein Verwandter, der mit Lappen in Nieme signierte.

### Carl Delapaix
Über Carl Delapaix sind Glocken aus dem 18. Jahrhundert bekannt. In Bödefeld, Oberkirchen, Büderich und Schmallenberg hängen Glocken aus seiner Produktion. Ob er Familie hatte, ist unbekannt.